# Versalfølsom
Med versalfølsom (af "versal", majuskel) (på engelsk: case-sensitive) menes om et system (for eks. et computersystem) eller en funktion skelner mellem store og små bogstaver.
Hvis en søgning efter "foo" foretages versalfølsomt, vil søgningen udelukkende finde forekomster med små bogstaver, "Foo", "FOO"  eller "fOo" vil således ikke findes.
Hvis et filsystem er versalfølsomt kan filen "foo" og filen "Foo" gemmes i samme mappe. I filsystemer der ikke skelner mellem store og små bogstaver, må disse to filer gemmes i hver sin mappe, idet systemet ellers vil læse navnet som samme filnavn og dermed ikke kan skelne de to filer fra hinanden. 
I Linux bruges normalt versalfølsomme filsystemer.
| Operativsystem | Spire Denne artikel relateret til styresystemer er en spire som bør udbygges. Du er velkommen til at hjælpe Wikipedia ved at udvide den. |